# Greenwood Village
Greenwood Village è un centro abitato (city) degli Stati Uniti d'America, situato nella contea di Arapahoe dello Stato del Colorado. Nel censimento del 2000 la popolazione era di 11.035 abitanti.

## Geografia fisica
Secondo i rilevamenti dell'United States Census Bureau, Greenwood Village si estende su una superficie di 21,0 km².